# Holmsjön (Döderhults socken, Småland)
Holmsjön är en sjö i Oskarshamns kommun i Småland och ingår i Viråns huvudavrinningsområde.